# 마녀 (드라마)
《마녀》는 2025년 2월 15일부터 2025년 3월 16일까지 방송된 채널A 토일 드라마다.

## 기획 의도
자신을 좋아하는 남자들이 다치거나 죽게 되면서 마녀라 불리며 마을에서 쫓겨난 한 여자와 그런 그녀를 죽음의 법칙으로부터 구해주려는 한 남자의 목숨을 건 미스터리 로맨스

## 제작진

### 제작사
- 쇼박스
- 미스터로맨스

### 극본
- 조유진 : 영화 《파일럿》(각본)

### 연출
- 김태균

## 등장 인물
- (†) 표시는 드라마 상에서 최종적으로 사망한 인물이다.

### 주요 인물
- 진영 : 이동진 역
- 노정의 : 박미정 역

### 주변 인물
- 임재혁 : 김중혁 역
- 장희령 : 허은실 역
- 장혜진 : 오미숙 역 (†)
- 안내상 : 박종수 역 (†)

### 그 외 인물
- 권한솔 : 서다은 역
- 남중규 : 이호영 역
- 김보영 : 이해인 역
- 윤현승 : 정민재 역
- 주종혁 : 임익종 역
- 류연석 : 홍정호 역
- 전국환 : 이종수 역
- 이도국 : 팀장 역
- 배윤규 : 정환 역 (†)
- 박상훈 : 상호 역
- 현봉식 : 형사 역 (1회)
- 진선규 : 황정식 역 (3회)
- 이우제 : 현규 역
- 문소웅 : 도훈 역 - 장난을 치던 남자아이 (†)
- 정성인 : 홍모 역 - 사탕을 준 아이 (†)
- 류성록 : 주성 역
- 강동희 : 일균 역
- 이봉준 : 현철 역 - 지하철 고백 남
- 박보경 : 집 관리인 역
- 이현소 : 편의점 알바생 역
- 유연 : 미순 역

### 기타 인물
- 미상 : 미정의 어머니 역 (†)
- 박상훈 : 상호 역 (†)
- 미상 : 미정을 찾은 남학생 역 (†)

### 특별 출연
- 윤박 : 양복 남 역 (1회)
- 주지훈 : 추리닝 남 역 (1회)
- 김혜옥 : 백수 엄마 역 (1회)

## 참고 사항
- 박진영, 노정의는 KBS 2TV 월화 드라마 《드림하이 2》 이후 13년 만에 재회해 캐스팅 됐다.
- 촬영 2년 만에 채널A, 라이프타임 방영으로 확정되었다. 먼저 라이프타임 채널 방영 소식이 라이프타임 측 대표 관련 보도 중의 언급을 통해 2024년 10월 알려졌고 방영을 앞둔 2025년 1월 채널A 토일 드라마 편성 관련해 정식 보도가 나왔다.
- 강풀 원작 드라마 중 처음으로 디즈니+ 외의 채널에서 공개되는 작품이다. 다만 판권을 판매해 별도 제작된 작품으로 이 드라마보다 먼저 대중에 알려진 무빙이나 조명가게와 달리 원작자가 직접 참여하지는 않은 '독립된 작품'이다.